# Péninsule acadienne (district rural)
Péninsule acadienne est un district rural du Nouveau-Brunswick, situé dans le territoire de la commission de services régionaux de la Péninsule acadienne. La municipalité a été constituée le 1er janvier 2023. Elle comprend l'ancien district de services locaux (DSL) de Miscou, ainsi que des secteurs des anciens DSL de la paroisse de New Bandon et de la paroisse de Shippagan.